# Кучук-Ламбатська бухта
Кучук-Ламбатська бухта — це невелика, затишна і досить глибока мальовнича бухта, розташована на Південному узбережжі Криму, на відстані 12 км на захід від міста Алушта, на сході обмежується мисом Плака.

## Опис

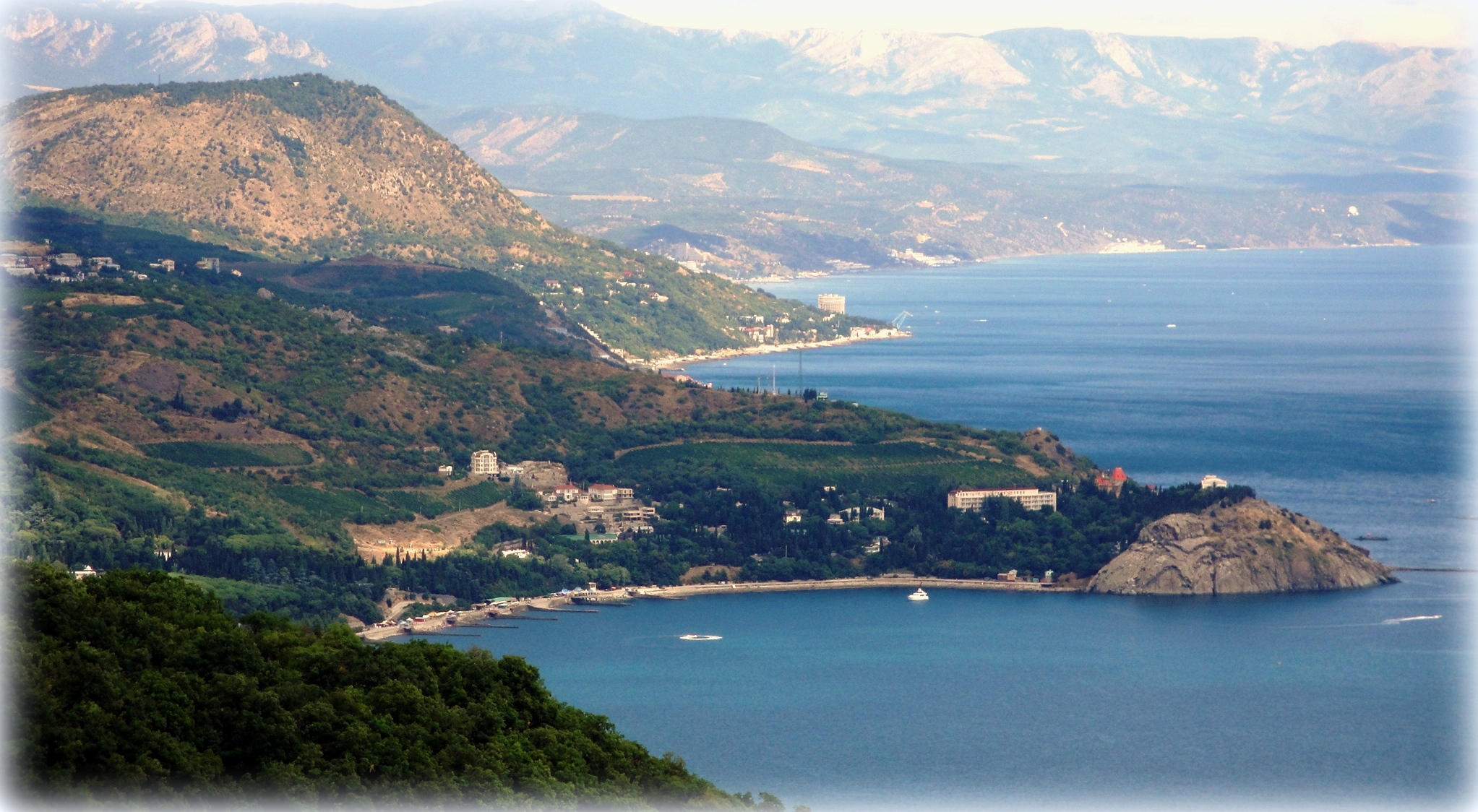
Кучук-Ламбатська бухта. Сучасний вигляд з Аю-Даг.

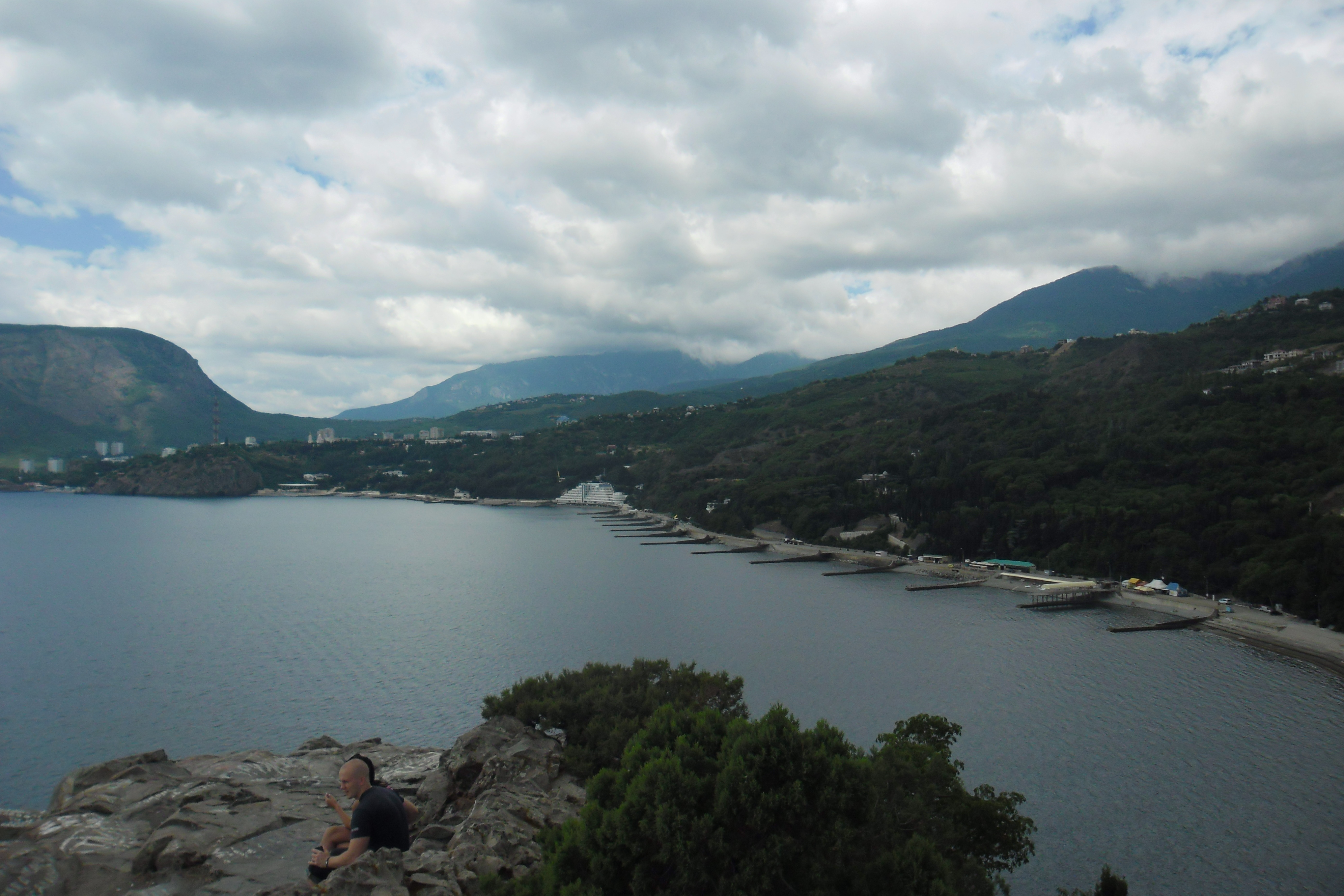
Кучук-Ламбатська бухта. Сучасний вигляд з мису Плака.

Бухта та місцевість навколо неї до 1945 року називалася «Кучук-Ламбат» (Малий Маяк). Як встановили археологи, ні в ранньому, ні в пізньому середньовіччі маяка ще не було. Але на давньогрецьких лоціях, що використовувалися при морських переходах від Пантікапея до Херсонеса, позначено містечко Лампадон («лампада-світильник», «маяк»), що розташовувалося в Кучук-Ламбатський бухті. Враховуючи умови каботажного плавання на початку тисячоліття, для безпечного заходу в бухту вночі необхідно було мати два або навіть три маяки. Один з них знаходився на мисі Аю-Даг, інший — на пагорбі Біюк-Ламбат (Малий Ай-Тодор), третій повинен був підніматися на Кучук-Ламбатське кам'яне нагромадження, яке знаходиться вище, ніж мис Плака і, отже, краще проглядається з моря. На те, що на березі було стародавнє поселення, вказує чимала кількість керамічного матеріалу, що потрапив в акваторію і з берега, і датується він, починаючи мало не з IV ст. до н. е. по XV ст. Підводні археологічні дослідження виявили поблизу Плаки ознаки кількох стародавніх корабельних аварій. Залишки вантажу корабля VII ст. знайдені на схід від мису, а судно X–XI ст. лежить на захід від нього.
Неподалік знаходиться Палац княгині Гагаріної та Кучук-Ламбатський кам'яний хаос.